# Bezirk Preiļi (2009–2021)
Der Bezirk Preiļi (Preiļu novads) war ein Bezirk in Lettland, der von 2009 bis 2021 existierte. Bei der Verwaltungsreform 2021 wurde der Bezirk in einen neuen, größeren Bezirk Preiļi überführt.

## Geographie
Der Bezirk lag in Lettgallen im Südosten Lettlands.

## Bevölkerung
Nach einer Verwaltungsreform bildeten 2009 die Stadt Preiļi und die vier Landgemeinden Aizkalne, Pelēči, Preiļi und Sauna einen Bezirk. Es lebten hier im Jahr 2010 11.764 Einwohner.

## Sehenswürdigkeiten

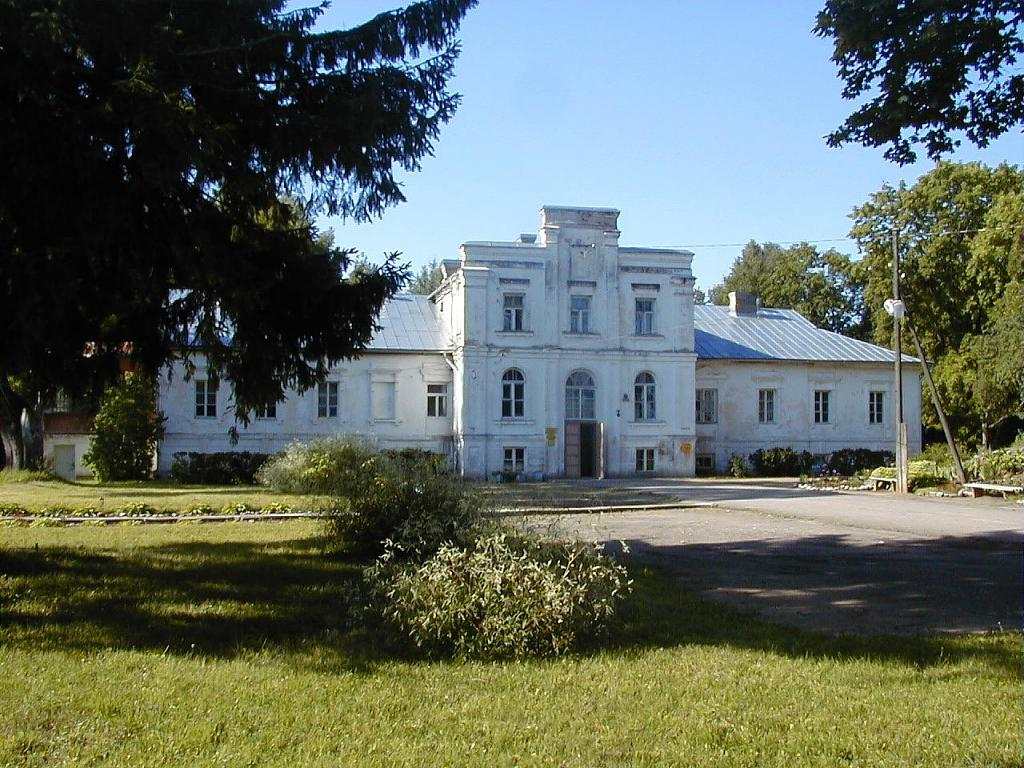
Herrenhaus Jezufinova in Ārdava (Gemeinde Pelēči), erbaut von 1860 bis 1863
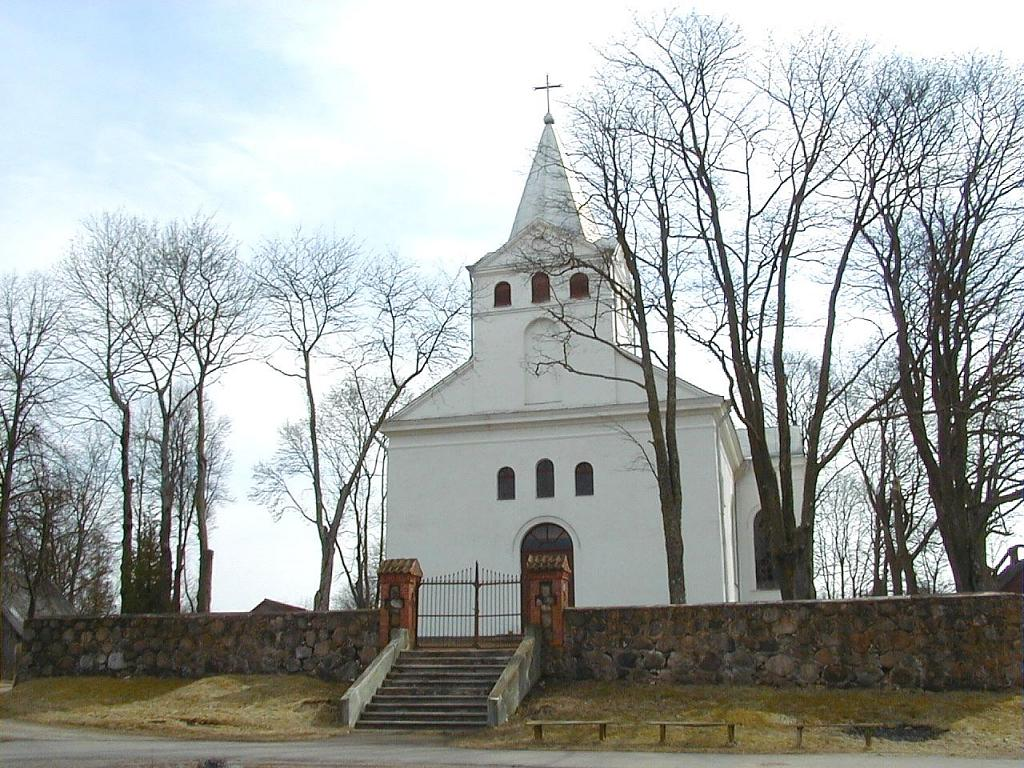
Katholische Kirche des Heiligen Kreuzes von Jasmuiža  (Gemeinde Aizkalne), erbaut 1815
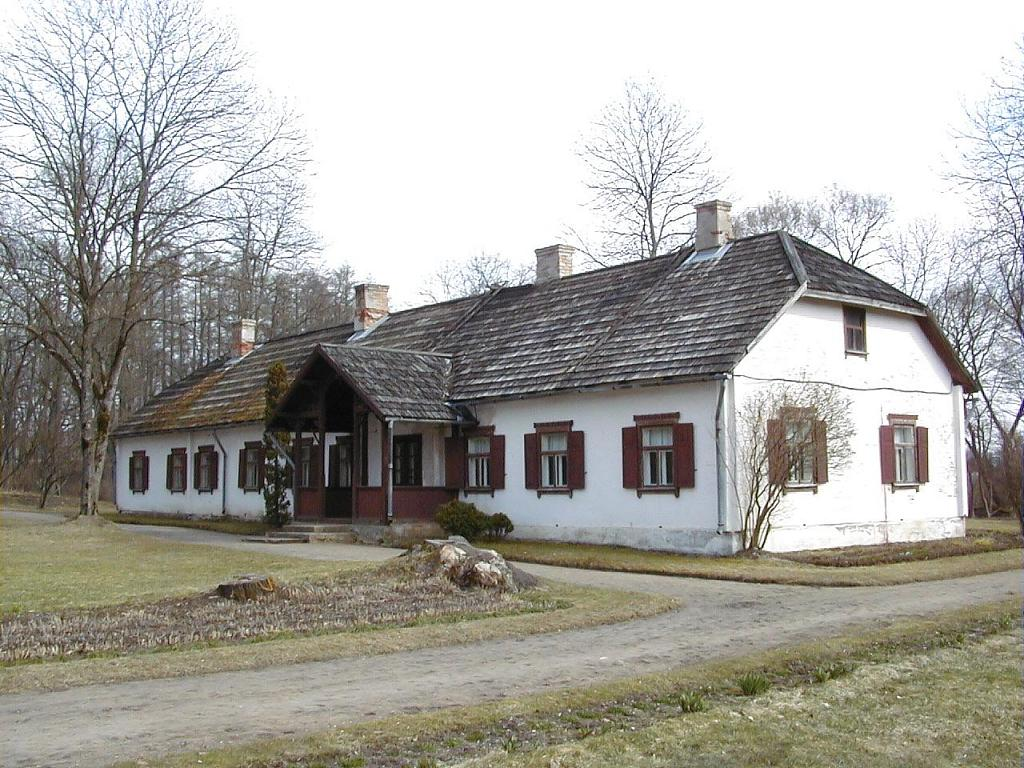
Rainis Museum im Herrenhaus Jasmuiža (Gemeinde Aizkalnē)
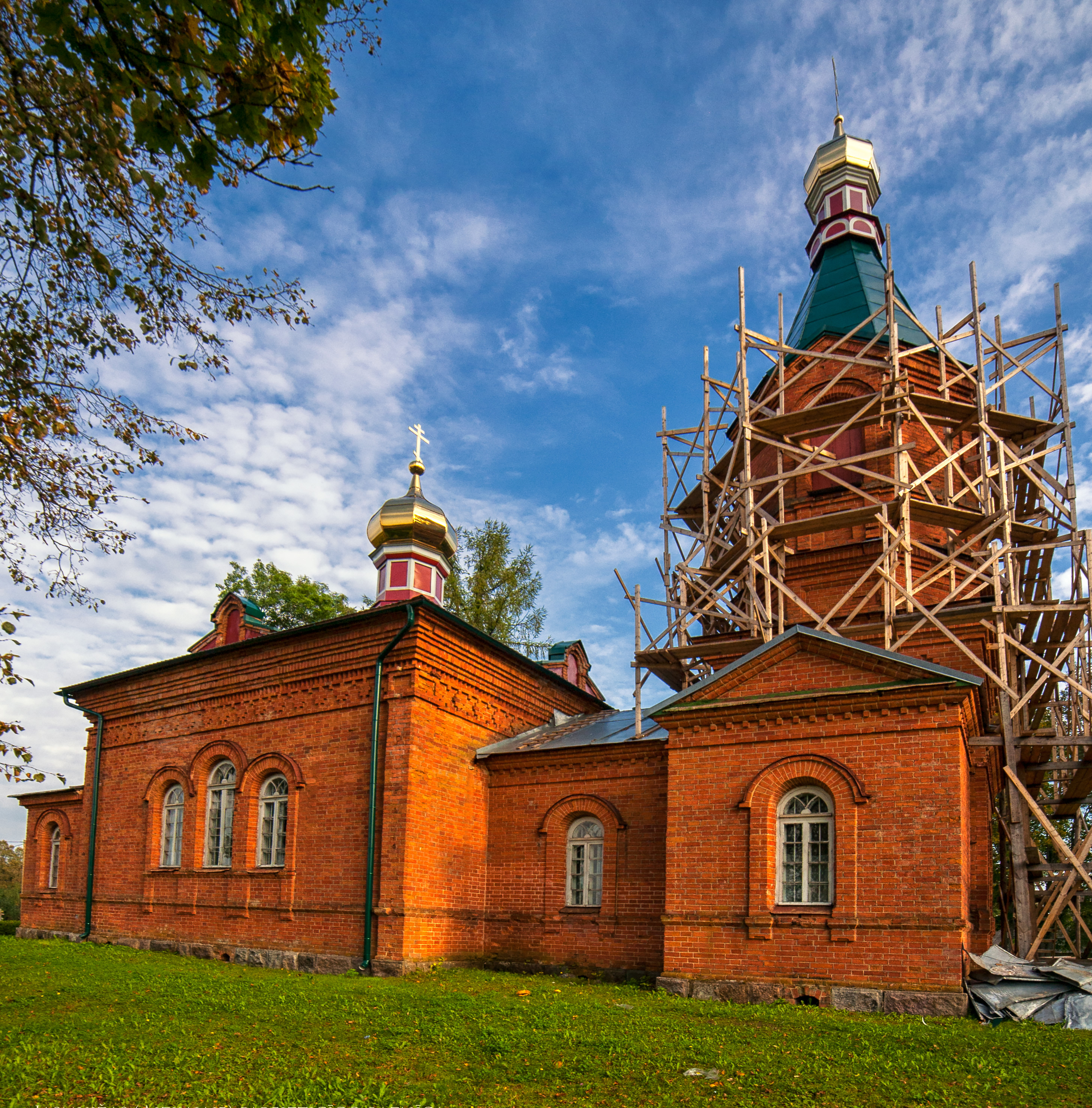
Orthodoxe Kirche Mariä Himmelfahrt in Jasmuižas (Gemeinde Aizkalne), erbaut 1904
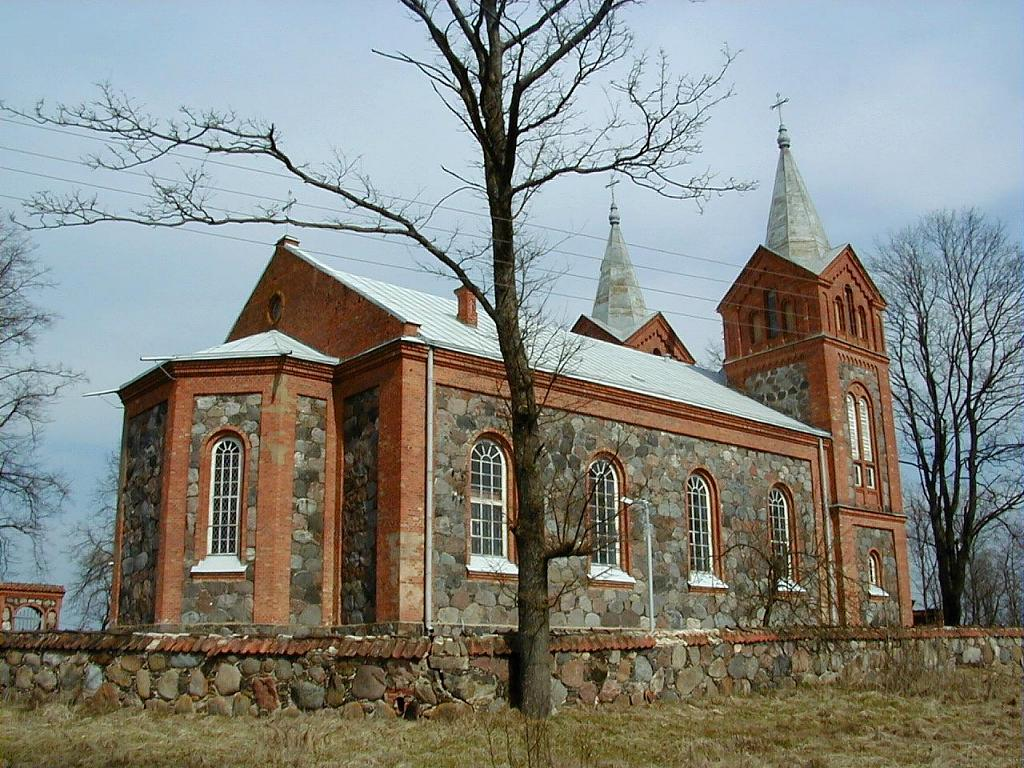
Katholische Kirche der Verklärung des Herrn Jesus in Nīdermuiža, erbaut von 1899 bis 1901

## Anspoki
Im Bezirk befand sich in der Landgemeinde Preiļi die kleine Ortschaft Anspoki (deutsch Ansbach oder Anspach) mit der Ruine des gleichnamigen Gutshofs und Herrenhauses. Es gehörte in der Zeit um 1900 dem russischen Diplomaten Konstantin Gulkewitsch. Dort hielten sich 1901/02 die Maler Alexej von Jawlensky und Marianne von Werefkin auf. Andreas Jawlensky, Sohn von Alexej und Werefkins Dienstmädchen Helene Nesnakomoff, wurde dort geboren.